# Réceptionneur-attaquant
 (septembre 2024).
Si vous disposez d'ouvrages ou d'articles de référence ou si vous connaissez des sites web de qualité traitant du thème abordé ici, merci de compléter l'article en donnant les références utiles à sa vérifiabilité et en les liant à la section « Notes et références ».

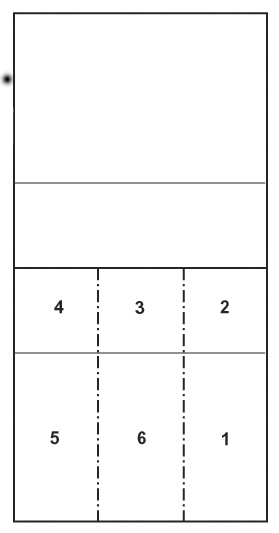
Positions sur le terrain

Le réceptionneur-attaquant est un poste du volley-ball.
Ces deux joueurs attaquent à l'aile (en position 2 ou 4) et aux trois mètres. Un des deux attaquants attaquera toutefois en position 2 lorsque le pointu est lui-même sur la position 4, en phase de réception. À l'arrière, le complet est, avec le libero, prioritaire pour faire la réception.
NB : les joueurs appelés « complets » sont parfois aussi ceux qui sont choisis pour être en opposition au passeur, dans les équipes sans pointu. À ce moment-là, ce joueur doit être capable de recevoir, d'attaquer, de bloquer, de servir et surtout de pouvoir effectuer la passe lorsque le passeur défend. C'est ce qui le différencie de l'attaquant réceptionneur classique et lui vaut le titre de « complet ».

## Joueur réceptionneur-attaquant
En 2007, le meilleur réceptionneur-attaquant du moment, reconnu par ses pairs, est brésilien : il s’agit de Giba qui a évolué successivement au Minas Belo Horizonte, à Estense Carife Ferrare, au Bre Banca Lanutti Cuneo et à Iskra Odintsovo en 2007.

## Joueuses réceptionneuses-attaquantes
- Ana Moser (brésilienne)
- Leila Barros (brésilienne)
- Virna (brésilienne)
- Érika Coimbra  (brésilienne)
- Francesca Piccinini (italienne)
- Ievguenia Artamonova (russe)
- Jaqueline Carvalho (brésilienne)
- Mireya Luis (cubaine)
- Lioubov Sokolova (russe)
- Logan Tom (américaine)
- Marianne Steinbrecher (brésilienne)
- Paula Pequeno (brésilienne)
- Rosir Calderón  (cubaine)
- Tara Cross-Battle (américaine)
- Virna Dias (brésilienne)
- Yumilka Ruiz (cubaine)
- Fernanda Garay (brésilienne)
- Natália Pereira (brésilienne)
- Gabriela Guimarães (brésilienne)
- Welissa Gonzaga Sassá (brésilienne)
- Jordan Larson (américaine)
- Tatiana Kocheleva (russe)
- Antonella Del Core (italienne)
- Carolina Costagrande (italienne)
- Gözde Kırdar Sonsırma (turque)
- Saori Kimura (japonaise)
- Kim Yeon-koung (coréenne)
- Brankica Mihajlović (serbe)
- Paola Egonu (italienne)